# 神谷美伽
神谷 美伽（かみや みか、1984年7月27日 - ）は、日本のモデル、タレント。
東京都出身。所属事務所はサムライム。

## 略歴・人物
特技は、スポーツ、マラソン。
2007年、SANYO海物語の3代目「ミスマリンちゃん」の1人に選出された。
2015年1月23日の文化放送『日野ミッドナイトグラフィティ 走れ!歌謡曲』で結婚と妊娠を発表した。

## 主な出演

### バラエティ番組
- GOOD LOOKIN′CLUB (日本テレビ、2007年)
- アナザースカイ (日本テレビ、2009年1月 - )
- 今ちゃんの「実は…」(朝日放送テレビ、2010年)
- ドライブ A GO!GO! (テレビ東京、2011年10月23日)
- マレーシア 楽園への扉（BS朝日、2013年5月12日 - ） - ナビゲーター
- 秘湯ロマン （テレビ朝日）
  - （2013年10月27日）- 静岡県 西伊豆土肥温泉、三保はごろも温泉、黄金温泉
  - （2013年10月13日）- 静岡県 修善寺温泉、堂ヶ島温泉
  - （2013年7月28日）- 青森県 浅虫温泉、落合温泉
  - （2013年7月14日）- 青森県 古牧温泉、下風呂温泉

### CM
- カロリーコントロールアイス(江崎グリコ、2006年)
- CRスーパー海物語 IN 地中海 (三洋物産、2009年6月)
- ドールマン（Dole Japan、2010年）
- アサヒフードアンドヘルスケア 1本満足バー　（草彅剛と共演）
- チョコラBBローヤル2 (エーザイ、2011年)
- 簡単ケータイ (au、2011年)
- アクエリアス ビタミンガード (日本コカ・コーラ、2012年)
- AGA（MSD、2012年）
- とことん東京キャンペーン (WILLER EXPRESS、2012年)

### ラジオ番組
- 日野ミッドナイトグラフィティ 走れ!歌謡曲 （文化放送、2014年4月4日～2015年3月27日、毎週金曜日担当）

### モデル
- ミキモト社
- ソフトバンク
- BONMAX
- フランドル
- サンスター
- La-2
- オリエンタルランド

### その他
- 2006　ANA トラベルナビゲーター
- 2007　三洋イメージガール 海物語3代目ミスマリン
- 2010　docomo ツナガール

## ディスコグラフィ

### CDシングル
- 海の歌 美伽物語(2008年8月2日、CIMS Music Entertainment)

### CDアルバム
- 萌レゲェ(2008年8月6日、日本クラウン) - 「ら・ら・ら」(大黒摩季)、「人魚」(NOKKO)をカヴァー

## 作品

### DVD
- みかんジュース（2006年2月28日、ブロードネットサービス）
- マリンブルー（2008年7月31日、ブロードネットサービス）
- ミカヅキ（2008年9月30日、ブロードネットサービス）
- CARA（2009年6月27日）

## 写真集
- BOMB特別編 ミスマリンちゃん写真集「海物語」(2007年11月、学習研究社)